# Internationale Filmfestspiele Berlin 1963
Die Internationalen Filmfestspiele Berlin 1963 fanden vom 21. Juni bis zum 2. Juli 1963 statt.
Als Reaktion auf den Berliner Mauerbau von 1961 zeigte das Festival über eine so genannte TV-Brücke Wettbewerbsfilme im Fernsehen für den Ostsektor der Stadt. Vor dem Mauerbau hatten die Ost-Berliner in einem Kino im Bezirk Wedding Filme des Wettbewerbes in Sondervorführungen anschauen können. Die TV-Brücke sollte Abhilfe schaffen.

## Wettbewerb
Im diesjährigen Wettbewerb der Berlinale waren folgende Filme zu sehen:
| Filmtitel                     | Regisseur                | Produktionsland                  | Darsteller (Auswahl)                          |
| Auf Freiersfüßen              | Pierre Étaix             | Frankreich                       |                                               |
| Il Diavolo                    | Gian Luigi Polidoro      | Italien                          | Alberto Sordi                                 |
| Freud                         | John Huston              | USA                              | Montgomery Clift, Susannah York, Susan Kohner |
| Garrincha, Alegria do Povo    | Joaquim Pedro de Andrade | Brasilien                        | Dokumentarfilm                                |
| Der Hausmeister               | Clive Donner             | Großbritannien                   | Alan Bates, Donald Pleasence                  |
| Junge Aphroditen              | Nikos Koundouros         | Griechenland                     |                                               |
| Leven en dood op het land     | Emile Degelin            | Belgien                          |                                               |
| Lilien auf dem Felde          | Ralph Nelson             | USA                              | Sidney Poitier, Lilia Skala                   |
| Mensch und Bestie             | Edwin Zbonek             | Deutschland, Jugoslawien         | Götz George, Günther Ungeheuer                |
| Retalhos da Vida de Um Médico | Jorge Brum do Canto      | Portugal                         |                                               |
| Sahib Bibi Aur Ghulam         | Abrar Alvi               | Indien                           | Meena Kumari, Guru Dutt, Waheeda Rehman       |
| Den Seinen gibts der Herr...  | Jean-Pierre Mocky        | Frankreich                       | Bourvil                                       |
| Schlafwagenabteil             | Vilgot Sjöman            | Schweden                         | Bibi Andersson                                |
| Schwur der Gehorsamkeit       | Tadashi Imai             | Japan                            |                                               |
| Die Terrasse                  | Leopoldo Torre Nilsson   | Argentinien                      |                                               |
| Die Unsterbliche              | Alain Robbe-Grillet      | Türkei, Italien, Frankreich      | Françoise Brion, Jacques Doniol-Valcroze      |
| Verspätung in Marienborn      | Rolf Hädrich             | Italien, Frankreich, Deutschland | José Ferrer                                   |
| Von Hunden gehetzt            | Kamal El Sheikh          | Ägypten                          |                                               |
| Wähle das Leben               | Erwin Leiser             | Schweiz, Schweden, Österreich    | Dokumentarfilm                                |
| Wer spricht von Schuld        | Juan Antonio Bardem      | Argentinien, Spanien             |                                               |
| Wiedersehen für eine Nacht    | Damiano Damiani          | Italien, Frankreich              | Walter Chiari, Letícia Román                  |
| Yeolnyeomun                   | Sang-ok Shin             | Südkorea                         |                                               |
| Yksityisalue                  | Maunu Kurkvaara          | Finnland                         |                                               |

## Internationale Jury
Die britische Regisseurin Wendy Toye war in diesem Jahr Jury-Präsidentin. Sie stand folgender Jury vor: Fernando Ayala (Argentinien), Guglielmo Biraghi (Italien), Baldev Raj Chopra (Indien), Günther Engels (Deutschland), Karl Malden (USA), Jean-Pierre Melville (Frankreich) und Henri Sokal (Deutschland).

## Preisträger
- Goldener Bär: Schwur der Gehorsamkeit und Il Diavolo
- Silberne Bären:
  - Nikos Koundouros (Beste Regie)
  - Bibi Andersson in Schlafwagenabteil (Beste Darstellerin)
  - Sidney Poitier in Lilien auf dem Felde (Bester Darsteller)
  - Der Hausmeister (Sonderpreis)

Silberner Bär für den besten Dokumentarfilm: Der große Atlantik von Peter Baylis

## Weitere Preisträger
- FIPRESCI-Preis: Junge Aphroditen
- INTERFILM Award: Lilien auf dem Felde